# Pristimantis anotis
Pristimantis anotis là một loài động vật lưỡng cư trong họ Strabomantidae, thuộc bộ Anura. Loài này được Walker & Test mô tả khoa học đầu tiên năm 1955. Chúng là loài đặc hữu của Venezuela. Môi trường sống tự nhiên của nó là các khu rừng vùng núi ẩm nhiệt đới hoặc cận nhiệt đới và sông.